# マルティニャーナ・ディ・ポー
マルティニャーナ・ディ・ポー（伊: Martignana di Po）は、イタリア共和国ロンバルディア州クレモナ県にある、人口約2,100人の基礎自治体（コムーネ）。

## 地理

### 位置・広がり

#### 隣接コムーネ
隣接するコムーネは以下の通り。括弧内のPRはパルマ県 所属を示す。
- カザルマッジョーレ
- カステルディドーネ
- コロルノ (PR)
- グッソーラ
- サン・ジョヴァンニ・イン・クローチェ
- シッサ・トレカザーリ (PR)

### 気候分類・地震分類
気候分類では、zona E, 2389 GGに分類される。
また、イタリアの地震リスク階級 (it) では、zona 3 (sismicità bassa) に分類される
。